# Ben Alder
Der Ben Alder (schottisch-gälisch Beinn Eallair) ist ein 1.148 m (3.766 ft) hoher Berg in Schottland. Sein gälischer Name bedeutet Berg von Fels und Wasser. Er ist die höchste Erhebung in der weitgehend menschenleeren und entlegenen Region zwischen Loch Ossian und Loch Ericht nordöstlich des Rannoch Moor und zählt zu den Munros.

## Lage und Zugang
Das Massiv des Ben Alder ist durch den östlich liegenden Beinn Bheòil, ebenfalls ein Munro, von Loch Ericht getrennt. Zwischen beiden Gipfeln liegt in einem länglichen Talkessel Loch a’ Bhealaich Bheithe, über dessen Westufer der Gipfel des Ben Alder und sein langer Nordostgrat mit steilen Felswänden aufragen. Auch nach Nordwesten fällt der Ben Alder mit steilen Felswänden ab, dagegen flacht er eher sanft nach Westen ab. Nach Südwesten fällt der Berg ebenfalls steiler ins Coire Chomhlain ab, während nach Südosten der Grat in den flachen Sattel des Bealach Breabag ausläuft, über den ein einfacher Übergang zum Beinn Bheòil möglich ist. Südlich des durch einen Cairn markierten höchsten Punkts liegt auf dem Gipfelplateau mit dem kleinen Lochan a’ Garbh Choire eines der höchstgelegenen Stillgewässer auf den britischen Inseln. Ebenfalls auf dem Gipfelplateau zu finden sind Ruinen eines Camps, das im 19. Jahrhundert zur kartografischen Erfassung der Highlands durch den Ordnance Survey genutzt wurde.

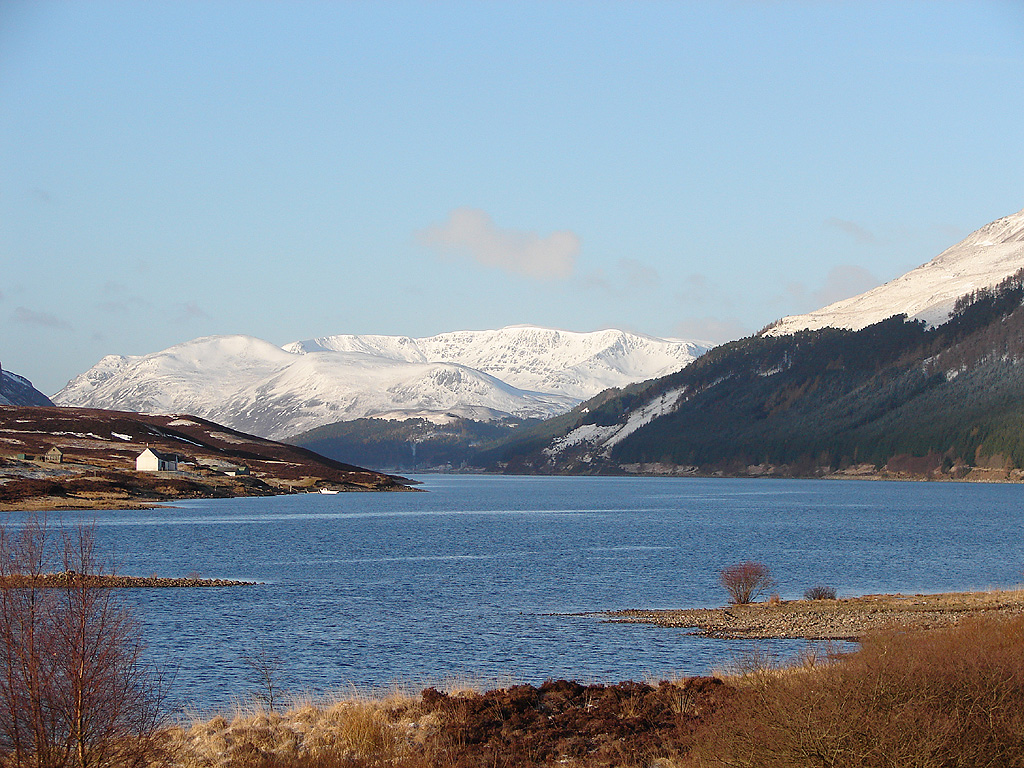
Blick vom Nordende von Loch Ericht auf den rund 18 Kilometer südlich liegenden Ben Alder

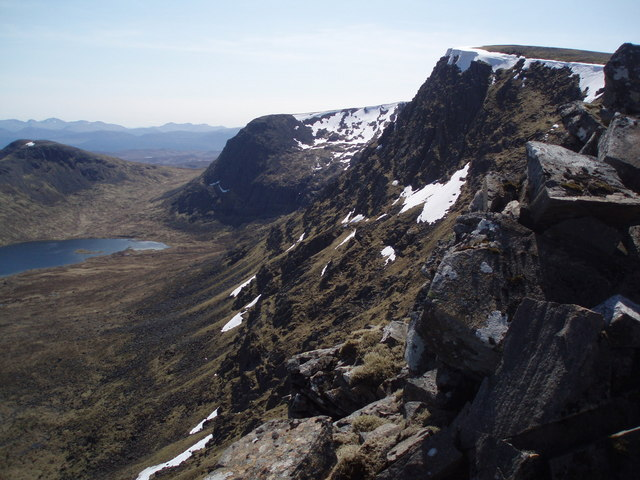
Blick von Norden entlang des nach Osten steil abfallenden Gipfelgrats des Ben Alder

Aufgrund seiner Lage zählt der Ben Alder zu den entlegensten Munros und ist nur über lange Fußmärsche oder unter Benützung von Mountainbikes zu erreichen. Für eine Besteigung benötigen Munro-Bagger daher in der Regel mindestens eine Übernachtung im Zelt oder in einer Bothy am Fuß des Bergmassivs. Südlich liegt am Westufer von Loch Ericht Benalder Cottage das mit einem langen Anmarsch von Loch Rannoch, etwa 15 Kilometer südlich, erreicht werden kann. Nördlich liegt Culra Bothy, etwa 15 Kilometer südwestlich von Dalwhinnie, die allerdings seit 2015 aufgrund Asbestbelastung geschlossen ist. Der meistgenutzte Aufstieg erfolgt über den felsigen Nordostgrat und erfordert im oberen Teil des Coire na Lethchois leichtere Kletterei. Eine weitere, aber deutlich längere Zustiegsmöglichkeit besteht von Corrour Station an der West Highland Line entlang von Loch Ossian und über die Westflanke des Ben Alder.

## Geologie und Natur
Geologisch besteht der Ben Alder vorwiegend aus metamorphen Gestein, vorwiegend Glimmerschiefer. In seinen höheren Lagen wird dieser durch ein Kalksteinband unterbrochen. In den westlichen Grampian Mountains ist der Ben Alder einer der ökologisch vielfältigsten Berge mit weiten von diversen Heidekrautgewächsen und Moosen bestandenen Hängen, Torfflächen und Grasland. In geschützten Lagen halten sich Schneefelder oft bis in den Sommer. Das Gipfelplateau beheimatet eine rund 25 Paare umfassende Brutpopulation der seltenen Mornellregenpfeifer, der Ben Alder ist daher seit dem Jahr 2000 als Europäisches Vogelschutzgebiet (Special Protection Area) eingestuft.

## Geschichte
Im 18. Jahrhundert gehörte der Ben Alder zum Gebiet des Clans MacPherson. Ewen MacPherson of Cluny, bekannt als Cluny MacPherson und einer der Chiefs des Clans, gehörte während des zweiten Jakobitenaufstands 1745 zu den Unterstützern von Bonnie Prince Charlie, dem Sohn des Stuart-Thronprätendenten. Nach dem Scheitern des Aufstands versteckte er sich neun Jahre vor den Regierungstruppen, meistens in einer Höhle am Ben Alder, bis er schließlich 1754 nach Frankreich ins Exil ging. Auch Bonnie Prince Charlie nutzte die Höhle während seiner Flucht nach der verlorenen Schlacht von Culloden. Ob die Höhle tatsächlich am Ben Alder lag, ist allerdings umstritten, vermutet wird inzwischen auch eine Lage östlich von Loch Ericht, einige Kilometer vom Ben Alder entfernt. Diese historische Episode wurde von Robert Louis Stevenson in seinem 1886 erschienenen und in den Jahren nach dem Jakobitenaufstand spielenden Abenteuerroman Entführt oder Die Abenteuer des David Balfour (englisch Kidnapped) aufgegriffen. Die beiden Protagonisten des Romans finden auf ihrer Flucht durch die Highlands am Ben Alder Unterschlupf bei Cluny MacPherson.
Schlagzeilen machte der Ben Alder Mitte der 1990er Jahre, als im Juni 1996 im Gipfelbereich der verweste Leichnam eines zunächst unbekannten Mannes gefunden wurde, der als The Man With No Name bekannt wurde. Er hatte, so die Ergebnisse der polizeilichen Untersuchung, wahrscheinlich mit einer Schusswaffe Suizid begangen. Seine Identität konnte erst Ende 1997 geklärt werden, es handelte sich um einen jungen Franzosen, als dessen letzter gesicherter Aufenthalt ein Hotel in Glasgow im August 1995 ermittelt werden konnte. Zeugen hatten ihn in Begleitung eines anderen Mannes am Bahnhof Corrour gesehen, was zusammen mit seiner für die lange Wegstrecke zum Ben Alder unzureichenden Ausrüstung dazu führte, dass seine Eltern die Selbstmordtheorie der Polizei in Frage stellten. Weitere Untersuchungen konnten jedoch für einen Mord keine hinreichenden Indizien erbringen.